# Prijezda I
Prijezda I (ur. 1211, zm. 1287 r.) – ban Bośni od 1254 r., założyciel dynastii Kotromaniciów.

## Życiorys
Po śmierci Macieja Ninosława w 1254 wystąpił problem z następstwem tronu bośniackiego spowodowany tym, że synowie Macieja chcieli się uzależnić od Węgier na co nie chcieli się zgodzić ci drudzy, pod których zwierzchnictwem znajdowała się Bośnia. Ostatecznie król Bela IV osadził jako bana Prijezdę, kuzyna poprzedniego bana, który zarządzał tym krajem w imieniu władcy węgierskiego.
Zaraz po tym wydarzeniu Prijezda zaczął walkę z bogomiłami – heretyckim odłamem chrześcijaństwa. Papież wyznaczył zakon dominikanów do pomocy przy rekatolicyzacji Bośniaków, którzy. 11 listopada 1253 r. wsparcia militarnego banowi udzielił sam król Bela IV, który wkroczył ze swoją armią do Bośni. Przy tej okazji dokonał podziału kraju nadając Prijezdzie część Bośni między rzekami Bosna i Vrbas w dziedziczne posiadanie. Pozostała część w kraju miała należeć do każdorazowego bana jako lenno nadane przez króla węgierskiego.
W 1254 r. król węgierski zaatakował Serbię, pokonując wojska króla Stefana Urosza I, w wyniku czego odebrał Serbom Zahumle, które zostało przyłączone do Bośni, jednak w razie ewentualnego pokoju węgiersko-serbskiego miały wrócić do Serbii. W 1255 r. Bela IV przyłączył do Bośni cześć Slawonii. Prijezda uczestniczył również w wojnie węgiersko-czeskiej w 1260 r. Mimo kolejnych zmian na tronie węgierskim po śmierci Beli IV w 1270 r. utrzymywał sojusz w Węgrami i pozostawał wiernym lennikiem.
W 1284 r. zaaranżował małżeństwo dynastyczne między serbską księżniczką Jelisavetą, córką Stefana Dragutina a swoim synem Kotromanem.
Prijezda utrzymał się na tronie bośniackim do swojej śmierci w 1287 r. Ostatnie lata życia spędził w swojej posiadłości w Zemljenik.